# Osvaldo Puccio
Pour les articles homonymes, voir Puccio (homonymie).
Osvaldo Puccio Huidobro (né le 21 décembre 1952), est un homme politique chilien. Secrétaire général du gouvernement de 2005 à 2006.
Ambassadeur en Autriche de 1994 à 2000 et au Brésil de 2003 à 2004.